# Birsk
Birsk és una pintura a l'oli sobre tela realitzada per Liubov Popova l'any 1915.

## Història
Els artistes de l'avantguarda russa es distingien dels seus homòlegs occidentals en molts aspectes, en particular en l'extraordinari nombre de dones a les seves files responsables de descobrir noves bases de creació artística. Liubov Popova va ser de les més importants d'aquest grup de pioneres. El seu desenvolupament com a artista es va donar gràcies as lliçons privades i viatges freqüents, que la van posar en contacte amb un gran ventall d'exemples històrics, de l'art del Renaixement Italià i les icones medievals russes fins al cubisme i a altres estils d'avantguarda occidentals. L'any 1912 va anar a París amb la seva companya Nadezhda Udaltsova per estudiar pintura a l'Académie de la Palette a càrrec d'André Dunoyer de Segonyac, Henri Le Fauconnier i Jean Metzinger. Allà va arribar a dominar l'estil cubista i se li va presentar probablement el futurisme italià, els dos estils que dominarien les seves pintures en els següents tres anys i mig.
Després de retornar a Moscou el 1913, va emergir ràpidament com un dels màxims exponents del cubo-futurisme rus, una amalgama de les facetes planàries del cubisme i l'energia formal de l'art futurista. Birsk es va realitzar poc abans del final de la seva participació en aquest estil. La seva estructura cristal·lina és una reminiscència formal de la vista de les cases a l'Estaque pintades per Georges Braque i Pablo Picasso el 1908, però la gamma de colors vibrants testifica el sostingut interès de Popova en el folklore rus i les arts decoratives.Birsk, un dels pocs paisatges en aquesta etapa de la carrera de Popova, es va començar en una visita a la casa de la seva antiga institutriu, que vivia prop dels Urals, en el petit poble que és títol del quadre.
El quadre al revers de la mateixa tela, que porta el títol de Retrat d'una dona, mostra Popova emprenent un tema que la va ocupar conseqüentment durant l'any 1915: una figura situada en una composició d'inspiració cubista. Tot i que la seva obra reté alguns elements representatius, la tendència gradual de Popova de la representació és evident en la seva enèrgica aplicació d'un vocabulari visual abstracte. A finals de 1916 Popova estava completament dedicada a l'abstracció, sumant-se al grup de Kazimir Malèvitx Supremus i creant quadres compostos únicament de formes geomètriques dinàmiques. Aquests experiments en la textura, en el ritme, en la densitat, i en el color- que va anomenar arquitectura pictòrica- es va convertir en la vase dels seus dissenys tèxtils i teatrals dels anys 20. Com molts dels seus companys russos, Popova en última instància renunciaria a la pintura com a obsoleta i se centraria en les arts aplicades, que es convertiria en el sinònim de construir una nova societat després de la Revolució d'Octubre.